# لولو بيل ماديسون وايت
لولو بيل ماديسون وايت (بالإنجليزية: Lulu Belle Madison White)‏ هي مدافعة عن الحقوق المدنية أمريكية، ولدت في 1900 في إلمو في الولايات المتحدة، وتوفيت في 6 يوليو 1957 في هيوستن في الولايات المتحدة.